# Tenchu 2: Birth of the Stealth Assassins
Tenchu 2: Birth of the Stealth Assassins es la segunda entrega de la serie de videojuegos de acción-sigilo Tenchu creada por la compañía estadounidense Activision ubicada en el universo de los ninjas y el Japón feudal. Además, según la trama, éste videojuego es la precuela de Tenchu: Stealth Assassins. 

## Historia
Aún cuando el juego fue lanzado varios años después que el primero, la historia nos sitúa varios años antes de que se suscitara el secuestro de la hija de Lord Gohda. Como su nombre lo indica, vemos el "nacimiento de los asesinos sigilosos" Rikimaru y Ayame, quienes apenas han coseguido convertirse en ninjas Azuma, y junto con su compañero de grupo Tatsumaru (quien se convirtió en el líder del clan y en poseedor de la espada Izayoi por orden del mismo maestro Azuma) deben ir al castillo de Lord Gohda y detener al tío de este: Gohda Motohide, quien, con su propio ejército formado por samuráis, se ha rebelado contra su sobrino pues él proclama ser el verdadero heredero del imperio. Los ninjas Azuma creen que se trata de un simple golpe de estado, y se dirigen al castillo, al llegar se encuentran con una geisha que les indica dónde se encuentran Lady Kei y Lord Gohda.
Tatsumaru le encarga a Rikimaru que entre al castillo para buscar y rescatar a Lord Gohda; la misión de Ayame consiste en encontrar a Lady Kei (esposa de Lord Gohda) y su joven hija: la princesa Kiku. Cada ninja toma su propio camino, mientras Ayame recorre los patios del castillo eliminando a todo samurái enemigo que se encuentra, Rikimaru hace lo suyo dentro del castillo, empezando desde el primer piso se abre camino hacia la cima eliminando también a todo samurái enemigo con que se topa; Tatsumaru por su parte al haber divisado una extraña sombra que parecía un ninja decide seguirla a través de los tejados, sólo para darse cuenta de que todo un clan de ninjas está también involucrado en el ataque al castillo de Gohda.
Rikimaru llega a la cima del castillo, donde justamente se está llevando a cabo un duelo entre Gohda Matsunoshin y Gohda Motohide, Matsunoshin derrotada a su rival, pero es incapaz de asesnar a su propio tío, ante esto Motohide saca una pistola que llevaba escondida y ataca a Matsunoshin; Rikimaru decide intervenir para salvar a su señor. Motohide no representa mucho reto para Rikimaru y este sale victorioso, pero justo cuando Rikimaru está a punto de dar muerte a Motohide, Matsunoshin interviene "salvando" a su tío de morir, por lo que el traidor aprovecha para escapar.
Ayame logra llegar donde se encuentra Lady Kei, pero llega demasiado tarde; Lady Kei ha sido herida de muerte por Motohide, el cual pretendía secuestrar a la princesa Kiku (de tan solo 4 años de edad), Lady Kei opone resistencia a este acto, así que Motohide decide asesinarla para llevar a cabo su plan. Ayame no soporta ver este acto y enfurecida embiste contra Motohide, pero es detenida por "El Titán Verde", librándose así una batalla la cual termina con una situación un tanto chusca. Lady Kei con su último aliento de vida, reconoce a Ayame y se alegra de verla convertida en toda una kunoichi, le pide a Ayame que cuide a Kiku y que vele por ella como una hermana mayor; antes de morir le entrega dos campanas llamadas "Campanas Hermanas (Bell Sisters)" las cuales a lo largo de toda la serie de Tenchu juegan un papel muy importante para Ayame.
Por otro lado; Tatsumaru llega hasta la cima del castillo, ahí encuentra una extraña persona de bata blanca; esta persona ataca a Tatsumaru, pero este es muy hábil y detiene el golpe; destruye las ropas del extraño y se da cuenta de que se trata de una mujer: Lady Kagami, líder de la Elite del Alba Ardiente (Burning Dawn), quien reconoce la espada de Tasumaru como aquella que pertenecía a Shiunsai, por lo que no toma a Tatsumaru tan a la ligera y le encarga a uno de sus vasallos eliminarlo. Seiryu, "El Dragón Azul" en verdad no representó reto para Tatsumaru y este sale victorioso. 
Lord Gohda es avisado de la situación, y por petición de su guardaespaldas personal escapa junto a Rikimaru por un pasadizo secreto. Al salir del castillo se entera por parte de Sekiya (su consejero) que Lady Kei ha muerto y su hija ha sido secuestrada por Motohide, ante lo cual Matsunoshin se arrepiente de haber salvado a su malvado tío. Sekiya también le avisa a Lord Gohda que Lord Toda se aproxima a la frontera y es imperativo detenerlo. Rikimaru se ofrece para derrotar a Lord Toda y no volver sin su cabeza, hecho esto parte hacia el campamento de Toda.
Tatsumaru se encuentra con Ayame y se entera de la situación. Ayame parte hacia el campamento de Lord Toda para salvar a Kiku.
Los tres ninjas llegan al campamento; Rikimaru va en busca de Motohide y Lord Toda por lo que se dirige hacia la tienda principal; pero antes de entrar es detenido por Susaku, por lo que ve obligado a luchar contra él. Rikimaru hace muestra de sus grandes habilidades en la lucha cuerpo a cuerpo, así que Susaku considera dejar su pelea para otra mejor ocasión y deja el campo de batalla. Rikimaru entra en la tienda y se sorprende al ver a Motohide y Toda asesinados (este último decapitado), a lo lejos escucha el sonido de espadas chocando y decide ir a investigar.
Ayame se encarga de localizar a la princesa Kiku, esta es la primera misión del juego donde el sigilo es absolutamente necesario; ya que de lo contrario los enemigos se alertan mediante silbatos de la presencia de intrusos y asesinan a la princesa. Cuando Ayame despeja el área y se encuentra con la princesa, sostiene con esta una conversación muy emotiva. Ayame le entrega las Campanas Hermanas a Kiku y la princesa le entrega una de ellas a Ayame, sellando de este modo una especie de juramento donde ambas serían como hermanas para siempre. Al dirigirse a abandonar el campamento divisa a lo lejos una feroz lucha entre Tatsumaru y una extraña mujer, al dirigirse hacia allá se encuentra con Rikimaru y le deja encargada a la princesa mientras ella va a investigar.
Tatsumaru en un principio llega a la tienda principal y es testigo de los hechos: Motohide se encuentra con Toda para hacerle entrega de la princesa, pero Toda traiciona a Motohide y ordena a sus soldados eliminarlo. Después, Tatsumaru se enfrenta con Toda y dos de sus soldados para después de una ardua lucha salir victorioso de ella; en el mismo instante en que Toda es derrotado (no asesinado) aparece Kagami y lo decapita (esta también le traiciona ya que al principio estaba a su servicio), y sale del lugar seguida por Tatsumaru. Al llegar a un peñasco, prender fuego a la cabeza de Toda y tirarla por el acantilado cientos de antorchas se encienden sobre el mar, dando a conocer que un gran ejército está al lado de Kagami. Kagami y Tatsumaru se enfrentan en una lucha mortal, misma lucha de la que es testigo Ayame...pero algo sucede, la roca sobre la que están luchando se parte y ambos (Kagami y Tatsumaru) caen al agua desapareciendo sin dejar rastro y una atónita Ayame detrás.
Algunos meses después, Lord Gohda está de visita en la aldea ninja (todos creen que Tatsumaru murió aquella noche), a partir de aquí cada ninja toma su propia historia:

### Rikimaru
Lord Gohda le asigna una misión a Rikimaru: de algunas aldeas vecinas varios aldeanos han desaparecido en circunstancias muy misteriosas; algunos datos indican que algo muy extraño está sucediendo en La Montaña del Diablo, por lo que Rikimaru es enviado a investigar. Cuando llega a los pies de la montaña, descubre a unos bandidos que al parecer están detrás de los secuestros, pero para asegurarse debe llegar a la cima y comprobarlo él mismo. Allá arriba se encuentra con varios aldeanos atados; él los libera y uno de esos aldeanos se detiene para ofrecerle algo a Rikimaru, pero es herido por Kamadoma, el jefe de los bandidos de la montaña. Rikimaru acaba con él, y reanuda la conversación con el aldeano herido; antes de morir le pide que salve a los demás y le entrega un mapa para llegar al Puerto Secreto.
Rikimaru decide investigar ese tal Puerto Secreto, donde descubre que está plagado de piratas chinos. Para averiguar más se dirige al barco que está en la playa y ya dentro descubre a más personas secuestradas. Después de liberarlos aparece el jefe de los piratas: Wang Xiaohai, experto en Kung fu, es muy fuerte y representa un reto para Rikimaru, pero no es nada que no pueda superar. Al acabar con su enemigo y dirigirse a la salida aparece una extraña persona que lo ataca, Rikimaru esquiva los golpes pero logra reconocer la espada que porta el atacante: Izayoi, por lo que deduce que el extraño no es otro más que Tatsumaru, al que creían muerto. Tatsumaru no recuerda a Rikimaru, mucho menos que él se llama Tatsumaru, se autonombra Seiryu, El Dragón Azul, Señor del Amanecer Ardiente. Hecho esto desaparece.
Ya en la aldea Azuma, Rikimaru le dice a Shiunsai que Tatsumaru está vivo y se ha unido al clan del Amanecer Ardiente. Shiunsai le encomienda la misión de eliminar a varios ecuaces del Amanecer Ardiente que han asaltado el Templo de los Sueños. Allí en el lugar, Rikimaru se topa una vez más con Suzaku acompañado, esta vez, por su prometida, Luciérn Yukihotaru, quien lo defiende y lucha contra Rikimaru que sale vencedor. Ella abatida y sin fuerzas se arrastra a abrazar a Suzaku y este le clava su espada acabando con su vida. Rikimaru le pregunta qué han hecho con Tatsumaru para que cambie de bando, Suzaku contesta que él se unió al clan del Amanecer Ardiente por voluntad propia, pero Rikimaru no le cree. Suzaku le insiste a Rikimaru para que se una a Tatsumaru y al resto del clan para crear una nación gobernada por los ninjas, lo que equivaldría la destrucción de los samuráis. Dicho esto le amenaza, de nuevo, con volver a enfrentarse en otra ocasión y desaparece. Del cielo, llega volando una paloma mensajera que alerta a Rikimaru de que la aldea ninja está siendo atacada.
Rikimaru vuelve a la aldea Azuma y se encuentra con lo peor que podría pasar. La aldea está siendo destruida e invadida por soldados del Amanecer Ardiente. A todo esto, se encuentra por vez primera con Kagami quien se autodefine como la "salvadora de los ninjas", Rikimaru se muestra confuso con los ideales que Kagami describe como su "gran obra". Kagami se aleja del lugar y Rikimaru entra en la casa de su maestro quien le pide que proteja a los aldeanos mientras él protege al señor Gohda. Más tarde, Rikimaru oye a lo lejos un grito y temiéndose lo peor se adentra nuevamente en la casa de su maestro, hallando a Gohda inconsciente, a Shiunsai gravemente herido y a Tatsumaru como autor de la masacre. Cosa que desató la íra de Rikimaru que le dice "Tatsumaru, has traicionado a tu clan y a tu familia, ¡morirás!". Tras una intensa lucha Rikimaru vence y con la espada alzada, dispuesto a dar el golpe de gracia, grita "Tatsumaru, ¡preparate para morir!", pero no es capaz de matar al que fue como un hermano para él. En este momento de flaqueza Tatsumaru le atiza con la espada rasgándole una cicatriz en su ojo derecho (que le caracteriza en todas las historias y videojuegos posteriores de Tenchu) y aprobecha la llegada de Kagami para escapar con ella, justo en ese momento, Ayame llegó a la aldea y presenció como Tatsumaru huía con Kagami. Ayame no duda ni un minuto en perseguirlos. Mientras tanto, Rikimaru habla sus últimas palabras con Shiunsai, el cual lo nombra nuevo líder del clan Azuma, y le encomienda la misión de recuperar la espada Izayoi, defender la ciudad de la invasión del Amanecer Ardiente y proteger a Gohda. El señor Gohda, ya recuperado, abandona la aldea ninja para volver a su castillo. Rikimaru, entristecido al salir de la casa de su ya fallecido maestro se encontró a Semimaru, el fiel perro de la aldea, superviviente del ataque, con su ayuda podrá encontrar a Tatsumaru y localizar la guarida del Amanecer Ardiente.
En su travesía, Rikimaru se encuentra con Ayame, sentada y cabizbaja, bajo un cerezo. Ella le exige que le deje acabar con la vida de Tatsumaru, Rikimaru siente en Ayame un estado de puro desinterés y acepta. Ambos ahora van en busca de la guarida del Amanecer Ardiente con Semimaru como guía. Adentrándose en las profundidades de una selva de bambúes se encuentran con Byakko, señor del Amanecer Ardiente, acompañado de su enorme máscota, un tigre blanco. Tras una complicada batalla, Byakko es asesinado por Rikimaru y Ayame hizo lo propio con el tigre. Finalmente, Semimaru encuentra la cueva en la que se refugia el Amanecer Ardiente, Ayame y Rikimaru entran mientras Semimaru les espera en el exterior. Con sigilo, llegaron al lugar donde se estaban dando los últimos retoques a un buque de guerra gigantesco, bautizado como el Demonio de Fuego, con el que lady Kagami y su ejército pretenden bombardear el castillo de lord Gohda y conquistar su imperio. No había tiempo que perder, Rikimaru le ordena a Ayame que se infiltre en el buque mientras él corre a alertar al castillo sobre esta próxima amenaza. Logró llegar a tiempo y Gohda convoca una reunión de emergencia para aclarar que se puede hacer para contrarrestar esta inminente ofensiva. De pronto, el castillo es bombardearo y Gohda acuerda ante los presentes que él mismo dirigirá la flota con la que atacarán al Demonio de Fuego.

## Personajes

### Protagonistas
Azuma Rikimaru: Miembro del clan Azuma, especialista en el manejo de la ninjatō, la longitud de sus ataques es la mayor de los tres personajes seleccionables. Es el mejor amigo de Tatsumaru, pero las circunstancias lo obligan a pelear contra el, en más de una ocasión. En esta versión del juego, vemos también como su enfrentamiento con Tatsumaru le ocasiona la herida en su ojo derecho, que lo hiciera popular en las otras entregas.
Azuma Ayame: La miembro más joven del clan Azuma y la más rápida de los tres, aunque la longitud de sus ataque deja mucho que desear. Su carácter rebelde es un dolor de cabeza para su Sensei, pero prueba lo que vale en el equipo, al rescatar a la hija de Lord Gohda. Es también amiga de Tatsumaru e intenta convencerlo de regresar cuando este abandona al clan, ante la negativa de este y al enterarse de que había asesinado a su Sensei y atacado su villa decide, (con todo el dolor de su corazón), seguir el Código de honor ninjiutsu y vuelve a buscar a Tatsumaru, pero esta vez con la intención de matarlo.
Azuma Tatsumaru: Es el personaje más balanceado de los tres. Sus ataques son rápidos como los de Ayame aunque la longitud de estos es menor a la de Rikimaru. Se convierte en el líder del clan Azuma, por orden de su maestro, al principio del juego. Pierde la memoria al caer de un acantilado, durante su batalla con la líder del grupo Burning dawn. Sin tener idea de quien es en realidad, se une a esta y se convierte en uno de los cuatro señores del Burning Dawn, teniendo un fatal desenlace.
nota: Tatsumaru solo puede ser usado al terminar el juego con los otros dos personajes, sin embargo existe un truco para desbloquearlo.

### Señores del Burning Dawn
Lady Kagami: Es la líder de la organización conocida como Burning Dawn (amanecer ardiente, en inglés) cuyo objetivo es derrotar a Lord Gohda. Era la líder de un clan ninja pero se hartó de vivir de esa manera (ya que consideraba que los ninjas no eran más que esclavos de los señores feudales y de su propio destino) y decidió crear un ejército para rebelarse contra los señores feudales y crear un mundo dominado por los ninjas. Tiempo después se enamora de Tatsumaru, pero su romance tiene un final trágico.
Suzaku, el Gorrión rojo: Es el miembro más misterioso de la organización, es ciego pero sus habilidades ninja le permiten ubicar al enemigo mediante la detección de su chi. Leal a la causa de Kagami, se enfrenta a Rikimaru más de una vez. Es el único miembro del Burning Dawn que sobrevive. 
Byakko, el Tigre Blanco: Tiene un enorme tigre blanco por mascota y le divierte ver como este devora a sus víctimas. A pesar de su corto tamaño, es un enemigo de cuidado
Genbu, la Tortuga verde: Es lento, gordo y despistado, aunque noble y leal a la organización y a Lady Kagami. Lucha por su causa, aunque su torpeza lo vuelve un fastidio para sus compañeros y enemigos (en especial a Ayame).
Seiryu, el Dragón Azul: Es el nombre que se le da a Tatsumaru cuando entra en la organización, en realidad el Seiryu original había sido asesinado por él mismo tiempo atrás.

### Secundarios
Azuma Shiunsai: Antiguo líder del clan Azuma. le deja el mando a Tatsumaru ya que se considera muy viejo para continuar, es asesinado por el mismo Tatsumaru tiempo después debido a que este perdió la memoria.
Lord Gohda: Es el líder de la dinastía Gohda y señor feudal del imperio.
Gohda Motohide: Ambicioso y sanguinario, al morir su hermano cree que el heredara el imperio, pero quien lo recibe es su sobrino lo que provoca su furia. Se alía con una nación enemiga para tener más poder y también para controlar al clan ninja que sirve a esta, pero después es traicionado por Lord Toda y asesinado.
Lord Toda: Líder de la Nación enemiga del país donde se suscita la historia. Es traicionado por su propio clan ninja y asesinado por Kagami.
Princesa Kikku: es la hija de Lord Gohda. Es secuestrada por Lord Toda al principio del juego. Es rescatada tiempo después por su hermana mayor, la kunoichi Ayame.